# Brunatnice
Brunatnice (Phaeophyta) – gromada protistów roślinopodobnych, zaliczanych do glonów.

## Budowa
Brunatnice to organizmy wielokomórkowe, brak wśród nich form jednokomórkowych. Charakteryzuje je ogromna rozpiętość rozmiarów (do 60 metrów) oraz różnorodna organizacja plechy u poszczególnych grup tych organizmów. Formy najprostsze reprezentują tzw. budowę heterotrychalną, przypominającą rozgałęzione nici. Formy bardziej zaawansowane prezentują budowę parenchymatyczną lub pseudoparenchymatyczną, charakteryzującą się zróżnicowaniem morfologicznym oraz utworzeniem jednej centralnej lub wielu osi ciała, od których wyrastają ogałęzienia plechy. U najwyżej rozwiniętych brunatnic obserwuje się plechę tkankową, tworzoną na skutek aktywności merystemów, co najbardziej zbliża je do roślin telomowych.
Ściana komórkowa komórek brunatnic zbudowana jest z dwóch warstw: wewnętrznej celulozowej i zewnętrznej pektynowej wysyconej polisacharydami: kwasami algilowymi i fukoidanami. Gamety i spory nie posiadają ścian komórkowych.
W cytoplazmie znajdują się chloroplasty wtórne z 4 błonami. Są one drobne i liczne u form bardziej rozwiniętych, natomiast u prymitywnych chloroplasty są większe i mniej liczne. Występuje chlorofil A i chlorofil C (brak chlorofilu b). Barwniki pomocnicze to fukoksantyna, wiolaksantyna oraz β-karoten.

## Rozmnażanie
Występuje rozmnażanie płciowe (izogamia, anizogamia, oogamia) oraz bezpłciowe przez zoospory, aplanospory lub fragmentację plech. Występuje u nich przemiana pokoleń.

## Odżywianie
Brunatnice to organizmy samożywne (tj. autotroficzne). Zdarzają się jednak wśród nich heterotrofy. Materiałami zapasowymi są: chryzolaminaryna, laminaryna, glicerol oraz mannitan (pochodna mannitolu). Nie wytwarzają skrobi.

## Systematyka
Ich pozycja w systematyce jest dyskusyjna. Zaliczane są do grupy Stramenopiles, a z nią do supergrupy Chromalveolata. Prawdopodobnie najbliżej spokrewnioną siostrzaną grupą są różnowiciowce (Xanthophyceae).
W obrębie tej grupy organizmów wyróżnia się kilka rzędów. Są to:
- Rząd Ectorpales (kłoskowce), Pylaiella sp.
- Rząd Cutleriales (katleriowce), np. Cutleria sp.
- Rząd Dictyotales (diktjotowce), np. Dictyota dichotoma
- Rząd Laminariales (listownicowce), np. Laminaria sp.
- Rząd Fucales (morszczynowce), np. Sargassum sp., Fucus vesiculosus